# 양구초등학교
양구초등학교(楊口初等學校)는 대한민국 강원특별자치도 양구군 양구읍에 있는 공립 초등학교이다.

## 학교 연혁
- 1911년 4월 1일 양구공립보통학교 개교
- 1938년 4월 1일 교명 변경 (양구공립심상소학교)
- 1941년 4월 1일 교명 변경 (양구공립국민학교)
- 1954년 4월 1일 수복 개교 (양구국민학교)
- 1981년 4월 30일 병설유치원 개원
- 1996년 3월 1일 양구초등학교 교명 변경
- 1993년 3월 2일 학교급식 실시
- 2019년 9월 1일 제24대 교장 김기선 부임
- 2022년 12월 30일 제106회 졸업식 98명 (총12,275명)
- 2023년 3월 2일 2023학년도 입학식 (98명 입학)

## 참고 자료
- 양구초등학교 - 한국교육학술정보원 학교알리미